# Internationale Cricket-Saison 1882/83
Die internationale Cricket-Saison 1882/83 fand zwischen November 1882 und März 1883 statt. Als Wintersaison wurden vorwiegend Heimspiele der Mannschaften aus Südasien, der Karibik und Ozeanien ausgetragen.

## Überblick

### Internationale Touren
| Beginn            | Heimteam   | Auswärtsteam | Resultate | Artikel |
| Beginn            | Heimteam   | Auswärtsteam | Test      | Artikel |
| ----------------- | ---------- | ------------ | --------- | ------- |
| 30. Dezember 1882 | Australien | England      | 1–2 [3]   | Artikel |
| 17. Februar 1883  | Australien | England      | 1–0 [1]   | Artikel |